# Mean Girls
Mean Girls (Chicas pesadas en Hispanoamérica y Chicas malas en España) es una película de comedia estadounidense de 2004 dirigida por Mark Waters y protagonizada por Lindsay Lohan, Rachel McAdams, Amanda Seyfried y Lacey Chabert. El guion, escrito por Tina Fey, está basado en la novela Queen Bees and Wannabes, de Rosalind Wiseman.
Fey concibió la idea de Mean Girls después de leer el libro de autoayuda Queen Bees and Wannabes. El libro describe los círculos sociales femeninos de la escuela secundaria, el acoso escolar y el efecto dañino que pueden tener en los adolescentes. Fey también se basó en su propia experiencia en Upper Darby High School, en municipio de Upper Darby (Pensilvania) como inspiración para algunos de los conceptos de la película. El creador de Saturday Night Live, Lorne Michaels, produjo la película. Fey fue miembro del elenco y escritora de Saturday Night Live durante mucho tiempo. La fotografía principal se llevó a cabo de septiembre a noviembre de 2003. Aunque está ambientada en el suburbio de Chicago, Evanston (Illinois), la película se rodó principalmente en Toronto (Canadá).
Mean Girls se estrenó en el Cinerama Dome de Los Ángeles (California) el 19 de abril de 2004, y en los Estados Unidos el 30 de abril a través de Paramount Pictures. La película recaudó más de 130 millones de dólares en todo el mundo y recibió críticas generalmente positivas de los críticos, que elogiaron la dirección de Waters, el guion de Fey, su humor y las actuaciones; especialmente elogiada fue la actuación de Lohan, que obtuvo varios elogios, incluidos tres Teen Choice Awards y dos MTV Movie Awards, y en 2021, fue catalogada como la undécima mejor actuación del siglo XXI por The New Yorker.
Una secuela hecha para televisión, Mean Girls 2, se estrenó en ABC Family en enero de 2011. Mean Girls también generó varias adaptaciones, incluido un musical, que se estrenó en Broadway en marzo de 2018, con una adaptación cinematográfica que se estrenó en enero de 2024.

## Trama
La joven Cady Heron (Lindsay Lohan), de 16 años, se inscribe en una escuela secundaria pública de Estados Unidos al mudarse a dicho país desde África, por un cambio en el empleo de sus padres. Lamentablemente, por haber sido educada en casa por sus padres por doce años mientras vivían en África, se vuelve una estudiante con una difícil vida social en el primer día de clases.  
En su segundo día, se hace amiga de un par de chicos que, como ella, no son muy populares: Janis (Lizzy Caplan), una chica gótica con una personalidad cínica pero sincera, y Damien (Daniel Franzese), un chico abiertamente gay experto en los círculos sociales. Ambos la orientan sobre los grupos sociales en la escuela, advirtiéndole sobre «Las Plásticas»/«Las Divinas»: un trío de chicas conformada por las más bellas y populares de la secundaria: Regina George (Rachel McAdams), Gretchen Wieners (Lacey Chabert) y Karen Smith (Amanda Seyfried). 
Durante la hora del almuerzo, Cady llama accidentalmente la atención de Regina, quien la invita a que forme parte del grupo en parte a lo llamativa que es su reputación por ser una chica que vivía en el extranjero. A Janis se le ocurre la idea de que Cady finja ser parte del grupo para burlarse en secreto de las chicas, a pesar de que a Cady no le parece correcto y que no le guarda resentimiento a Regina. Sin embargo, Regina traiciona a Cady cuando durante una fiesta de Halloween decide regresar con su exnovio Aaron Samuels (Jonathan Bennett), a sabiendas de que la segunda estaba interesada en él, por lo que siguiendo el plan elaborado con ayuda de sus amigos se compromete a vengarse al destruir la reputación de la popular chica. Para ello es indispensable despojar a su enemiga de su novio, su «cuerpazo» y a sus más leales seguidoras.
Para que el plan funcione, Cady se gana el apoyo de Regina y pretende no estar molesta por lo sucedido, poniendo celosa a Gretchen en el progreso, quien, al sentirse amenazada, confiesa por accidente que Regina es infiel a Aaron con otro chico. Aun así, pese a los esfuerzos de Cady y sus amigos por conseguir que Aaron descubra la infidelidad por medio de accidentes planeados, siempre fracasan, por lo que Cady, frustrada, delata a Regina con Aaron, pero no consigue interesarle al muchacho, llegando al punto en que finge ser mala en clases de cálculo, llamando la atención de una de sus maestras, la señora Norbury (Tina Fey), que se preocupa por la baja de su desempeño escolar y amenaza con presionarla, provocando que Cady le desarrolle un resentimiento a la maestra y escriba un rumor falso de la misma en el «Libro Del Mal»/«El Mal Libro», un libro de Regina y sus amigas en donde recortan las fotografías de todas las chicas de la secundaria que aparecen en el anuario, y escriben comentarios burlándose de ellas.
Conforme más tiempo Cady pasa con Las Plásticas/Las Divinas, más cualidades y hábitos de las mismas va adquiriendo, para preocupación de Janis y Damien. A pesar de esto, Cady quiere continuar con el plan de arruinar a Regina y la engaña para que esta se alimente con barras nutritivas que aumentan de peso con la excusa de que hacen lo contrario. A medida que Regina pierde su figura, ella se va comportando soberbiamente con Gretchen y Karen, lo que provoca que estas la rechacen y comiencen a seguir a Cady como la nueva líder del grupo. Ella planea consolidar su noviazgo con Aaron en una fiesta organizada en su casa, pero las cosas se complican cuando se embriaga y le vomita encima a Aaron, además de que su amistad con Janis queda rota cuando esta descubre que prefirió hacer una fiesta en vez de ir a una exposición de arte importante para ella. Regina, por su parte, descubre el engaño del que fue víctima y planea su venganza cuando le entrega el «Libro Del Mal»/«El Mal Libro» al director Duvall (Tim Meadows), escribiendo un rumor falso de sí misma para dejar a Cady, Gretchen y Karen como las principales sospechosas.
Más tarde, Regina esparce por toda la escuela miles de copias del «Libro Del Mal»/«El Mal Libro», provocando una feroz riña entre todas las chicas de la escuela. El director Duvall, viendo el caos, logra detener el desorden activando la alarma de incendios y de inmediato reúne a las chicas en el gimnasio para ayudarlas a trabajar en sus relaciones interpersonales con el apoyo de la maestra Norbury. Durante el ejercicio, en donde se debe confesar algún crimen con las demás, Janis confiesa cómo conspiró en contra de Regina y delata a Cady como su cómplice para el deleite de todas las chicas de la escuela. Al descubrir el plan, Regina, enfurecida, trata de irse de la escuela mientras es perseguida por Cady, que intenta disculparse con ella, pero mientras las dos discuten, Regina se para en medio de la calle y es arrollada por un autobús escolar. El incidente ocasiona que varios en la escuela divulguen el rumor de que Cady empujó a Regina frente el vehículo, destruyendo su reputación.
Reflexionando a dónde la han llevado sus acciones, Cady trata de enmendar sus errores paso a paso, por lo que asume la culpa de haber escrito el «Libro del Mal»/«El Mal Libro». Para desmentir los rumores, se disculpa con Regina, que sobrevivió a su accidente, y acepta a regañadientes el castigo de la Srta Norbury unirse al club de los mate-atletas para obtener los puntos necesarios para pasar su clase de cálculo. Tras haber ganado la competencia matemática contra una escuela rival, Cady asiste renuentemente al baile de graduación, donde es nombrada inesperadamente como la reina del baile. Ella aprovecha la oportunidad para disculparse formalmente con todos sus compañeros de la escuela, reconciliándose con Janis, Damien y Aaron, con quien inicia un noviazgo desde entonces. 
Algún tiempo después Las Plásticas/Las Divinas se separan formalmente: Regina se vuelve una popular jugadora de lacrosse al canalizar su agresión en el deporte, Karen usa su peculiar talento de detectar clima húmedo con sus pechos para volverse una reportera del clima, mientras que Gretchen se une al grupo de las chicas asiáticas en la escuela. Al reunirse con sus amigos en la entrada de la escuela, Cady identifica a unas estudiantes de primer año a las que Damien describe como «plásticas nuevas»/«Las Nuevas Divinas» como una posible amenaza para la paz en la escuela, recién encontrada, y por un momento imagina cómo son arrolladas por un autobús como solución.

## Reparto
- Lindsay Lohan como Cady Heron.
- Rachel McAdams como Regina George.
- Lacey Chabert como Gretchen Weiners.
- Amanda Seyfried como Karen Smith.
- Lizzy Caplan como Janis Ian.
- Tim Meadows como Director Ron Duvall.
- Jonathan Bennett como Aaron Samuels
- Tina Fey como Maestra Sharon Norbury.
- Amy Poehler como June George.
- Daniel Franzese como Damian.
- Ana Gasteyer como Betsy Heron.
- Neil Flynn como Chip Heron.
- Rajiv Surendra como Kevin Gnapoor.
- Molly Shanahan como Kristen Hadley.
- Ky Pham como Trang Pak.
- Danielle Nguyen como Sun Jin Dinh.
- Daniel Desanto como Jason.
- Dwayne Hill como Entrenador Carr.
- Diego Klattenhoff como Shane Oman.
- Olympia Lukis como Jessica López.
- Sharron Matthews como la secretaria Joan.
- Stefanie Drummond como Bethany Bird.
- Megan Millington, Tara Shelley y Shannon Todd como pequeñas plástica

## Producción

### Desarrollo

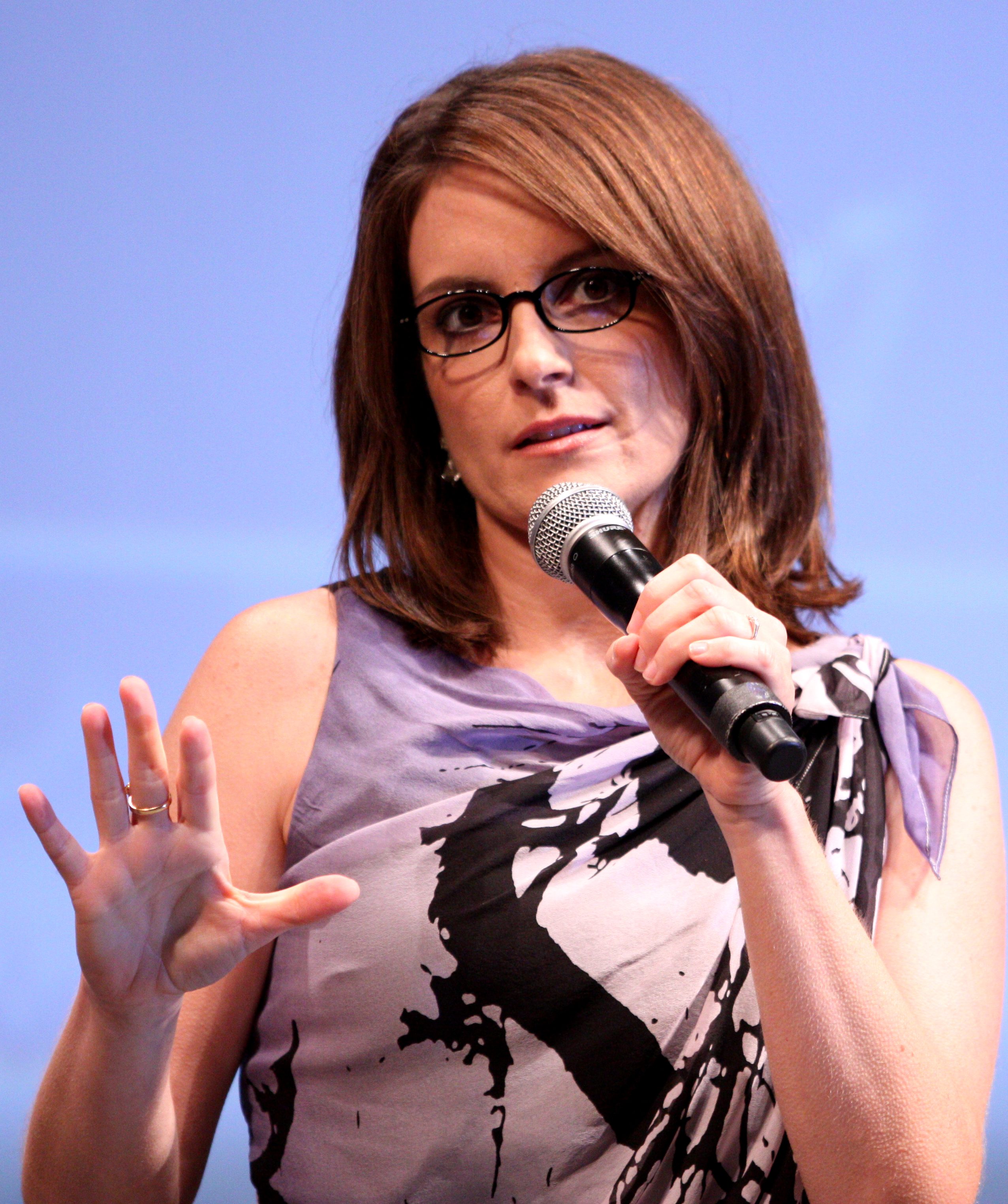
Tina Fey, escritora de Mean Girls

Tina Fey leyó Queen Bees and Wannabes de Rosalind Wiseman y llamó al productor de Saturday Night Live, Lorne Michaels, para sugerirle que podría convertirse en una película. Michaels se puso en contacto con Paramount Pictures, quien compró los derechos del libro. Como el libro no es ficción, Fey escribió la trama desde cero, tomando prestados elementos de su propia experiencia en la escuela secundaria y sus impresiones de Evanston Township High School, en la que se basa la ficticia «North Shore High School» de la película.
Fey nombró a muchos personajes en honor a amigos de la vida real. En una entrevista de 2014 sobre la película, le dijo a Entertainment Weekly: «Traté de usar nombres reales al escribir porque es más fácil». El personaje principal, Cady Heron, lleva el nombre de Cady Garey, compañera de cuarto de Fey en la universidad. Damian lleva el nombre de Damian Holbrook, amigo de la escuela secundaria de Fey, quien se convirtió en escritor de TV Guide. El personaje secundario Glenn Coco lleva el nombre de un amigo del hermano mayor de Fey; el verdadero Glenn Coco trabaja como montador de cine en Los Ángeles. Janis Ian lleva el nombre de la cantante Janis Ian, quien fue una de las invitadas musicales en el primer episodio de Saturday Night Live, en el que cantó la canción «At Seventeen», que se puede escuchar de fondo cuando las chicas están peleando en la casa de Regina. La película originalmente iba a llamarse «Homeschooled» (educado/a en casa).

### Casting
Fey, Michaels y la presidenta de Paramount, Sherry Lansing, querían contratar a Lindsay Lohan después de ver su actuación en Freaky Friday (2003). Originalmente, Lohan estaba prevista para interpretar a Regina George, pero el equipo de casting terminó sintiendo que ella era su mejor opción para el papel de Cady Heron, y como los ejecutivos temían que el papel de «chica mala» alejaría a su audiencia, finalmente aceptó interpretar el papel principal. Rachel McAdams fue elegida como Regina porque Fey sintió que el hecho de que McAdams fuera «amable y educada» la hacía perfecta para un personaje tan maligno y Waters sintió que Lohan estaba «un poco intimidada» por ella, lo que hizo que le gustara su dinámica. McAdams había audicionado originalmente para el papel de Cady, pero lo consideraron «un poco mayor» para el personaje. Kristen Stewart, Michelle Trachtenberg y Mae Whitman fueron consideradas desde el principio para el papel de Cady junto a Regina George de Lohan. Según la directora de casting Marci Liroff, Blake Lively era la mejor opción para interpretar el papel de Karen Smith, pero los productores le dijeron que siguiera buscando. Amanda Seyfried originalmente audicionó para Regina, y aunque el director Mark Waters pensó que era «fantástica», los productores la sugirieron para Karen debido a su «sentido del humor espacial y chiflado». Para el papel de Karen también estaban Leighton Meester, Haylie Duff, Kate Mara y Megan Fox. America Ferrera y Kat Dennings fueron las favoritas para el papel de Janis Ian. Al principio, Lizzy Caplan fue considerada demasiado hermosa para ese papel, para lo cual Waters sintió que era necesaria un «tipo Kelly Osbourne», pero Caplan fue elegida por ser capaz de retratar emociones crudas. A Evan Rachel Wood se le ofreció un papel en la película, pero lo rechazó debido a conflictos de programación, decisión de la que luego se arrepintió. Se le pidió a Mary Elizabeth Winstead que hiciera una audición para el papel de Gretchen Wieners, pero su madre se negó porque no le gustaba el guion. Ashley Tisdale y Vanessa Hudgens también audicionaron para Gretchen. Jonathan Bennett fue un reemplazo de último minuto después de que el actor originalmente programado para interpretar el papel de Aaron Samuels fuera despedido. James Franco había sido considerado anteriormente para Aaron, mientras que Penn Badgley, Jared Padalecki y Max Minghella también audicionaron. La decisión de Fey de contratar a Bennett se debió a su parecido con su antiguo coprotagonista de SNL, Jimmy Fallon. Tanto Lacey Chabert como Daniel Franzese fueron los últimos actores evaluados para sus papeles. Fey escribió dos papeles basados en sus compañeros exalumnos de SNL, Amy Poehler, a quien Fey pensó que los productores no aceptarían por ser demasiado joven para interpretar a la madre de un adolescente, y Tim Meadows, y el elenco terminó con una cuarta veterana del programa, Ana Gasteyer.

### Rodaje
Aunque ambientada en Evanston (Illinois), la película se rodó mayoritariamente en Toronto (Ontario), en Etobicoke Collegiate Institute y Malvern Collegiate Institute, así como en Montclair High School en Montclair (Nueva Jersey). Los lugares de interés incluyen el Convocation Hall de la Universidad de Toronto y los Sherway Gardens. La fotografía principal comenzó el 27 de septiembre y concluyó el 25 de noviembre de 2003.

## Recepción

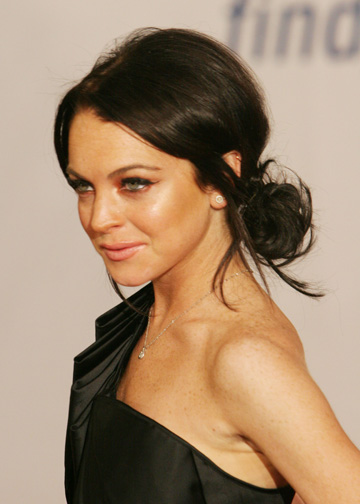
La actriz Lindsay Lohan, a su llegada al General Motors Annual ten Celebrity Fashion Show. Fotografía de Rafael Amado Deras.

### Taquilla
En su primer fin de semana, la película recaudó $24,4 millones de dólares en 2.839 cines en los Estados Unidos, ocupando el #1 en la taquilla y un promedio de $8,606 dólares por asiento. Para el final de su recorrido, Mean Girls recaudó aproximadamente $86.1 millones en Estados Unidos y $43 millones a nivel internacional, para un total de $129 millones de dólares en el mundo.

### Críticas
Mean Girls recibió críticas generalmente positivas. Los críticos alabaron especialmente las actuaciones de McAdams, Lohan, Seyfried y Caplan. En Rotten Tomatoes la cinta tiene una calificación de 84%, basada en 176 comentarios, con un consenso crítico que indica que la película es «más divertida y está más inteligentemente escrita que la comedia adolescente promedio». En Metacritic, la película tiene una puntuación de 66 sobre 100, basada en 39 críticas, lo que indica «críticas generalmente favorables».
Ann Hornaday, de The Washington Post, indicó que «cuenta con un tripe golpe en la estrella Lindsay Lohan, la guionista Tina Fey y el director Mark Waters, y, de hecho, ofrece un nocaut». El guion fue muy elogiado por los críticos, con Peter Travers, de Rolling Stone, calificándolo de «oro cómico». En noviembre de 2012, Rotten Tomatoes la incluyó en su lista de 'Las 50 mejores películas de adolescentes'.

## Banda sonora
Mean Girls: Music from the Motion Picture fue estrenada el 21 de septiembre de 2004, el mismo día que su estreno en DVD.
| Mean Girls: Music from the Motion Picture |                        |                                        |          |  |
| N.º                                       | Título                 | Intérprete(s)                          | Duración |  |
| 1.                                        | «Dancing with Myself»  | The Donnas (Generation X cover)        |          |  |
| 2.                                        | «God Is a DJ»          | Pink                                   |          |  |
| 3.                                        | «Milkshake»            | Kelis                                  |          |  |
| 4.                                        | «Sorry (Don't Ask Me)» | All Too Much                           |          |  |
| 5.                                        | «Built This Way»       | Samantha Ronson                        |          |  |
| 6.                                        | «Rip Her to Shreds»    | Boomkat (Blondie cover)                |          |  |
| 7.                                        | «Overdrive»            | Katy Rose                              |          |  |
| 8.                                        | «One Way or Another»   | Blondie                                |          |  |
| 9.                                        | «Operate»              | Peaches                                |          |  |
| 10.                                       | «Misty Canyon»         | Anjali Bhatia                          |          |  |
| 11.                                       | «Mean Gurl»            | Gina Rene y Gabriel Rene               |          |  |
| 12.                                       | «Hated»                | Nikki Cleary                           |          |  |
| 13.                                       | «Psyché Rock»          | Pierre Henry (Fatboy Slim Malpaso mix) |          |  |
| 14.                                       | «The Mathlete Rap»     | Rajiv Surendra                         |          |  |
| 15.                                       | «Halcyon On And On»    | Orbital                                |          |  |
| 16.                                       | «Jingle Bell Rock»     |                                        |          |  |

## Premios y nominaciones
La película fue nominada un número de veces durante 2004–05.
| Año  | Ceremonia                      | Categoría                           | Nominado(s)                                                     | Resultado                |
| ---- | ------------------------------ | ----------------------------------- | --------------------------------------------------------------- | ------------------------ |
| 2004 | Teen Choice Awards             | Choice Movie Actress: Comedy        | Lindsay Lohan                                                   | Ganadora                 |
| 2004 | Teen Choice Awards             | Choice Movie: Female Breakout Star  | Lindsay Lohan                                                   | Ganadora                 |
| 2004 | Teen Choice Awards             | Choice Movie: Blush                 | Lindsay Lohan                                                   | Ganadora                 |
| 2004 | Teen Choice Awards             | Choice Movie: Female Breakout Star  | Rachel McAdams                                                  | Nom                      |
| 2004 | Teen Choice Awards             | Choice Movie: Male Breakout Star    | Jonathan Bennett                                                | Nom                      |
| 2004 | Teen Choice Awards             | Choice Movie – Comedy               |                                                                 | Nom                      |
| 2004 | Teen Choice Awards             | Choice Movie Actress: Comedy        | Rachel McAdams                                                  | Nom                      |
| 2004 | Teen Choice Awards             | Choice Movie: Blush                 | Rachel McAdams                                                  | Nom                      |
| 2004 | Teen Choice Awards             | Choice Movie: Chemistry             | Lindsay Lohan y Jonathan Bennett                                | Nom                      |
| 2004 | Teen Choice Awards             | Choice Movie: Fight/Action Sequence | Lindsay Lohan vs. Rachel McAdams                                | Nom                      |
| 2004 | Teen Choice Awards             | Choice Movie: Hissy Fit             | Rachel McAdams                                                  | Nom                      |
| 2004 | Teen Choice Awards             | Choice Movie: Liar                  | Lindsay Lohan                                                   | Nom                      |
| 2004 | Teen Choice Awards             | Choice Movie: Villain               | Rachel McAdams                                                  | Nom                      |
| 2005 | MTV Movie Awards               | Best Female Performance]]           | Lindsay Lohan                                                   | Ganadora                 |
| 2005 | MTV Movie Awards               | Breakthrough Female Performance     | Rachel McAdams                                                  | Ganadora                 |
| 2005 | MTV Movie Awards               | Best On-Screen Team                 | Lindsay Lohan, Rachel McAdams, Lacey Chabert, y Amanda Seyfried | Ganadora es la principal |
| 2005 | MTV Movie Awards               | Best Villain                        | Rachel McAdams                                                  | Nom                      |
| 2005 | Kids Choice Awards             | Favorite Movie Actress              | Lindsay Lohan                                                   | Nom                      |
| 2005 | People's Choice Awards         | Favorite Movie: Comedy              |                                                                 | Nom                      |
| 2005 | Writers Guild of America Award | Best Adapted Screenplay             | Tina Fey                                                        | Nom                      |

## Secuela
El estudio Paramount Pictures estrenó una secuela, Mean Girls 2, en enero de 2011. La película comenzó a filmarse a comienzos de julio de 2010 en Atlanta, Georgia. El único actor de la primera película que aparece en la secuela es Tim Meadows como el director Ron Duvall. Los escritores fueron Leslie Dixon y Gail Parent y fue protagonizada por Meaghan Martin. La película se estrenó directamente en TV, en ABC Family, y posteriormente salió en formato DVD y Blu-ray. A pesar de ser una secuela independiente, no obtuvo éxito.